# Municipio de Green River
El municipio de Green River (en inglés: Green River Township) es un municipio ubicado en el  condado de Henderson en el estado estadounidense de Carolina del Norte. En el año 2010 tenía una población de 4.695 habitantes.

## Geografía
El municipio de Green River se encuentra ubicado en las coordenadas 35°12′26.42″N 82°26′34.43″O / 35.2073389, -82.4428972.